# Derek Lee Nixon
Pour les articles homonymes, voir Nixon.
Derek Lee Nixon est un acteur américain, né le 13 avril 1983. Il a notamment joué le rôle de Ryan dans le film Un Été à Rome, sorti aux États-Unis en 2002 sous le  titre de When in Rome, avec Mary-Kate et Ashley Olsen.

## Filmographie
| Année | Titre                                | Rôle                  | Notes      |
| ----- | ------------------------------------ | --------------------- | ---------- |
| 1999  | America's Most Wanted                | Aaron                 | Série télé |
| 2000  | Boundaries                           | animateur             |            |
| 2001  | The Andy Dick Show                   | Plusieurs personnages | Série télé |
| 2002  | When in Rome                         | Ryan Hammond          |            |
| 2003  | Do Over                              | Derek                 | Série télé |
| 2004  | Boston Public                        | Steve                 | Série télé |
| 2006  | Hallettsville                        | Tyler Jensen          |            |
| 2007  | The Lights                           | Brad Taylor           |            |
| 2008  | The Jerk Theory                      | Chester               |            |
| 2009  | After School Special                 | Evan                  |            |
| 2009  | Outrage                              | Jack Cratton          |            |
| 2009  | Killer School Girls from Outer Space | Député                |            |